# شوتو اشينو
شوتو اشينو (باليابانية: 芦野 翔斗) (مواليد 24 يوليو 1992) هو لاعب كرة قدم ياباني.

## وصلات خارجية
- شوتو اشينو على موقع رابطة كرة القدم اليابانية للمحترفين (اليابانية)
- شوتو اشينو على موقع Soccerway.com (الإنجليزية)